# Viviana Ireland
Viviana Angélica Ireland Cortés (15 de enero de 1962) es una política chilena militante del Partido Socialista. Se desempeñó como intendenta de la región de Atacama entre 2007 y 2010. De profesión Ingeniera Comercial con el Grado Académico de Licenciada en Ciencias de la Administración en la Universidad Católica del Norte de Antofagasta, Diplomada en Administración de Recursos Humanos en la Universidad Diego Portales, Diplomada en Alta Dirección para el Desarrollo Local en la Universidad Adolfo Ibáñez y Magíster en Gerencia y Políticas Públicas en la Universidad Adolfo Ibáñez.
Fue Intendenta de la Región de Atacama durante el primer gobierno de Michelle Bachelet.